# Pra
Pra predstavlja v slovenskem jeziku predpono v sestavljenih besedah, ki se nanašajo na preteklost ali prvobitnost. 
Primeri: pračlovek, pragozd, praizvedba, prazgodovina, praded, itd.